# (37853) Danielbarbier
(37853) Danielbarbier  es un asteroide perteneciente al cinturón de asteroides, descubierto el 27 de febrero de 1998 por Eric Walter Elst desde el Observatorio de La Silla, en Chile.

## Designación y nombre
Danielbarbier se designó inicialmente como 1998 DB35.
Más adelante fue nombrado en honor al astrónomo francés Daniel Barbier (1907-1965).

## Características orbitales
Danielbarbier orbita a una distancia media del Sol de 2,4418 ua, pudiendo acercarse hasta 2,0276 ua y alejarse hasta 2,8560 ua. Tiene una excentricidad de 0,1696 y una inclinación orbital de 3,3315° grados. Emplea en completar una órbita alrededor del Sol 1393 días.

## Características físicas
Su magnitud absoluta es 15,1. Tiene 6,073 km de diámetro. Su albedo se estima en 0,050.